# Perte acceptable
L'expression perte acceptable est un euphémisme du jargon militaire pour désigner comme mineures ou tolérables des victimes ou destructions infligées par l'adversaire. Dans des situations de combat, les commandants doivent souvent choisir parmi des options dont aucune n'est parfaite et dont chacune entraînera des victimes ou d'autres préjudices pour leurs propres soldats.
Un exemple pratique à petite échelle est lorsque les progrès des soldats sont ralentis par un champ de mines. Dans de nombreuses opérations militaires, la vitesse est plus déterminante que la sécurité des troupes. Par conséquent, le champ de mine doit être « traversé » même si cette tactique provoque des victimes.
À l'échelle de la stratégie militaire, il existe une limite au nombre de victimes qu'une armée ou la population acceptent de subir en allant à la guerre. Ainsi, un débat actuel porte sur la manière dont la mentalité concernant les pertes acceptables affecte les opérations militaires des États-Unis.
La notion de perte acceptable est également présente dans le monde des affaires : elle renvoie aux risques nécessaires et aux coûts généraux que représente la pratique des affaires.
Cet euphémisme est rattaché à celui du « risque acceptable », qui est employé dans de nombreux domaines, comme la médecine et la politique, pour décrire le processus d'une prise de décision quand les avantages espérés surpassent les dangers potentiels.